# Stadio Tomás Adolfo Ducó
Lo stadio Tomás Adolfo Ducó (Estadio Tomás Adolfo Ducó in spagnolo) è un impianto sportivo della capitale argentina Buenos Aires. Situato nel quartiere di Parque Patricios, fu inaugurato l'11 novembre 1949 ed ospita le partite casalinghe del Club Atlético Huracán. Ha una capienza di 48 314 spettatori, di cui 14 544 a sedere.

## Storia
L'impianto sostituì il vecchio Estadio Alcorta y Luna. La prima pietra dello stadio venne posata il 26 ottobre 1941 e, grazie al contributo economico dell'esercito argentino, di cui il presidente dell'Huracán, Ducó, faceva parte, lo stadio poté essere completato in breve tempo. Così, il 7 settembre 1947 fu  giocata la prima partita, Huracán-Boca Juniors, terminata 4-3 in favore dei padroni di casa. Tuttavia l'inaugurazione ufficiale avvenne il 10 novembre 1949, in occasione dell'incontro Huracán-Peñarol. Il 23 settembre 1967 l'impianto venne intitolato al tenente colonnello Tomás Adolfo Ducó, ex-presidente della società e principale promotore della costruzione dello stadio, scomparso da tre anni.

## Dati tecnici
Lo stadio Tomás Adolfo Ducó ha una capienza complessiva di 60.000, mentre quella ufficiale è di 48.314 posti così ripartiti:
- Tribuna Alcorta: 7 500 posti seduti;
- Curva "Oscar Bonavena": 20 000 posti;
- Tribuna popolari Mirave: 5 844 posti seduti;
- Curva ospiti "Guillermo Stabile": 18 200 posti (1 200 seduti, 17 000 in piedi).

## Media

### Cinema
Lo stadio Ducó è teatro di una delle più celebri scene del film Il segreto dei suoi occhi del 2009.